# Tsukubamirai
Tsukubamirai (つくばみらい市, Tsukubamirai-shi) est une ville située dans la préfecture d'Ibaraki, sur l'île de Honshū, au Japon.

## Géographie

### Situation
Tsukubamirai est située dans le sud-ouest de la préfecture d'Ibaraki.

### Démographie
En mars 2020, la population de Tsukubamirai s'élevait à 51 866 habitants répartis sur une superficie de 79,16 km2.

### Hydrographie
La ville est bordée par les rivières Kinu et Kokai.

## Histoire
Tsukubamirai a été créé le 27 mars 2006 de la fusion du bourg d'Ina et du village de Yawara.

## Transports
Tsukubamirai est desservie par la ligne Tsukuba Express (gare de Miraidaira) et la ligne Jōsō (gare de Kokinu).